# Serge Yanic Nana
Pour les articles homonymes, voir Nana.
Serge Yanic Nana, né le 28 décembre 1969 à Douala, est un expert financier camerounais,, spécialiste de financement des infrastructures, du secteur de la mine, de l’énergie, des transports, des assurances et des PPP.

## Biographie

### Enfance, éducation et débuts
Serge Yanic Nana est titulaire d'un master de mathématiques. 

### Carrière
Il a travaillé à Ottawa et en Floride. Il rejoint BMCE Capital en 2003. Il dirige Financia, présent en Afrique centrale et au Maghreb. Un organisme de conseil aux entreprises. Il a ainsi participé au financement de l'hôtel Radisson Blue de Douala,. Ainsi que du projet de fer de Mbalam. Il est président de l’association camerounaise des sociétés de Bourse. 

### Vie privée
Serge Yanic Nana est marié et père de trois enfants.